# Religiøse retninger inden for islam
Islam er, som så mange andre religioner, opdelt i flere retninger.
Muslimerne er delt i tre hovedretninger: Sunni, Shia og Khariji. Hovedparten af de tre grupper er i stand til stort set at have samme religiøse udøvelse, men visse teologiske og især politiske anliggender deler dem. Den største gruppe er sunni-muslimerne (der udgør ca. 85 procent) mens shia-muslimerne udgør de resterende omtrent ca. 15 procent. Kharijitterne skønnes i dag kun at udgøre et par procent af verdens muslimer.
Det afgørende for shia-muslimerne er, at der skal være en forbindelse til Muhammed gennem slægtsforhold. Shia betyder "parti", og det står her for Alis parti. Ali ibn Abi Talib var gift med Muhammeds datter, og han opfattes derfor af shia-muslimerne som den første rigtige kalif.
Sunni-muslimerne mener, at forbindelsen til Muhammed skal hentes gennem handlemønstre. Fortællingerne om, hvad Muhammed sagde og gjorde, er blevet samlet i hadith-samlinger, hvilke fungerer som en slags grundlov, man henviser til.
Udover at være opdelt i hovedretninger, er muslimske trosretninger også på tværs af retningerne, inddelt i forskellige forståelses- og fortolkningsformer. Der kan være tale om en mere heterodoks eller ortodoks trosforståelse. Som eksempel kan nævnes sufierne, som er islamiske mystikere, der fokuserer på åndelig fordybelse. Sufi-ordener kan ligne hinanden i meget høj grad mht. tro og ritualer, og alligevel være henholdsvis sunni eller shia.
Som et andet eksempel kan nævnes wahhabi-islam (mest udbredt i Saudi Arabien), som er en ekstremt ortodoks sunni-retning.

## Ahmadiyya
Ahmadiyya-bevægelsen, der har en moské i Hvidovre, ser sig selv som en del af islam. Disse tror på eksistensen af en profet efter Muhammed og anses derfor ikke som værende muslimer af de fleste muslimer, og omtaler derfor heller ikke Ahmadiyya-moskeen som en moské.

## Andre
Druserne, bektashitterne, ahl-i haqq, alevitterne og alawitterne er shi'itiske eller shi'itisk inspirerede trosretninger, som dog af mange muslimer ikke anses for at være "rigtige muslimer".
Sunnitiske grupper som deobandi-bevægelsen anses heller ikke af alle for at være "rigtige muslimer". Af andre kontroversielle grupper kan blandt andre nævnes quraniyoon, mahdavi, zikri, Nation of Islam og United Submitters International.
| Religion | Spire Denne religionsartikel er en spire som bør udbygges. Du er velkommen til at hjælpe Wikipedia ved at udvide den. |